# Gubás Csilla
Dr. Gubás Csilla (Szabadka, 1970. október 26.) magyar bemondó, újságíró, műsorvezető, fogorvos.

## Családja
Édesapja Gubás Jenő orvos, édesanyja Gubás Ágota (Szakács Ágota) újságíró. Elvált, gyermekei Juhász Lili (2001) és Juhász Csaba (2008).

## Életrajza
1977-től 1985-ig a szabadkai Október 10. Általános Iskolában tanult, a 9-10. osztályt 1985 és 1987 között a Bosa Miličević Középiskolában végezte, majd a szabadkai Svetozar Marković Gimnáziumban érettségizett. 1989-től a Semmelweis Orvostudományi Egyetem Fogorvosi Karának hallgatója volt, 1994-ben diplomázott. 1999-ben Budapesten részt vett a BBC televíziós továbbképzésén. Három évig volt gyermekfogorvos, 1992-ben került Duna Televízióhoz, ahol mint bemondó, riporter, műsorvezető dolgozott.